# Additieven van smeerolie

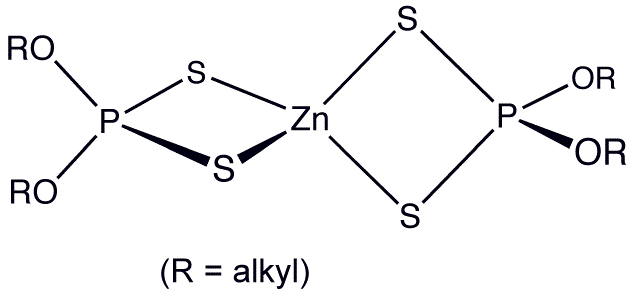
Een typisch additief

Additieven van smeerolie zijn chemicaliën die in kleine hoeveelheid worden toegevoegd aan smeerolie om de eigenschappen te verbeteren.
De hoeveelheid kan variëren van een paar ppm tot 20%. Door de soms hoge temperaturen is het mogelijk dat de olie gaat oxideren of corrosief wordt. Ook kan de olie beginnen te schuimen of bacteriën bevatten. Dit kan ernstige schade veroorzaken aan het mechanisme en om dit te vermijden worden additieven toegevoegd.